# Хлоритоїд
Хлоритоїд (рос. chloritoid; нім. Chloritoid n) — мінерал, основний силікат заліза, магнію й алюмінію острівної будови.

## Опис
Склад змінний. Хімічна формула:
- 1. За Є. К. Лазаренком: (Fe, Mg)2Al4[(OH)4 |O2|(SiO4)2].
- 2. За К.Фреєм: 4[(Fe2+,Mg)2Al4Si2O10(OH)4].
- 3. За Г.Штрюбелем і З. Х. Ціммером: (Fe2+,Mg, Mn)2Al4[(OH)2|O|(SiO4)]2.
- . За «Fleischer's Glossary» (2004): (Fe, Mg, Mn)2Al4Si2O10(OH)4.

Склад (у % з родов. Цермат, Австрія): FeO — 19,17; MgO — 6,17; Al2O3 — 42,80; SiO2 — 24,40; H2O — 6,90.
Сингонія моноклінна або триклінна. Призматичний вид. Форми виділення: листуваті та шкаралупчасті аґреґати, рідше пластинчасто-гексагональні кристали, розетки кристалів. Характерні двійники, часто полісинтетичні. Спайність досконала по (001). Густина 3,3-3,8. Тв. 6,0-6,5. Колір жовто-зелений до чорнувато-зеленого. Блиск перламутровий, скляний. Крихкий. Зустрічається як метаморфічний мінерал у кристалічних сланцях, глинистих осадах, також відомий як продукт гідротермальних змін лав.

## Поширення
Рідкісний. Супутні мінерали: корунд, діаспор, хлорит, кварц. Знахідки: Косий брід (Урал, РФ), Тіроль (Австрія), Сан-Марчеле (П'ємонт, Італія), Люксембурґ і деп. Арденни (Бельгія і Франція), Церматт і Сааз-Фе (кантон Валлес, Швейцарія), Ізмір (Туреччина), Шетландські о-ви (Велика Британія), шт. Мічиган (США), пров. Квебек (Канада). Назва дана за зовнішньою схожістю з хлоритами (G.Rose, 1837). Синоніми: бліабергіт, бліаберґсит, венаскіт, мазоніт, ньюпортит, сисмондит.

## Різновиди
Розрізняють:
- хлоритоїд магніїстий (різновид хлоритоїду, що містить до 4 % MgO),
- хлоритоїд манґаніїстий або сисмондин(т) (різновид хлоритоїду, що містить понад 1 % MnO),
- отреліт (різновид хлоритоїду, що містить до 8 % MgO),
- мавініт (різновид хлоритоїду з Мавінгаллі, Мізор, Індія, що містить 1,58 % Fe2O3).